# Erik Stephensen
Erik Westphal Stephensen (født 24. juli 1951 på Frederiksberg) er en dansk journalist, tidligere direktør for og ejer af Skandinavisk Film Kompagni A/S, som i 2009 blev overtaget af JP/Politikens Hus. Selskabet blev siden solgt til produktionsselskabet Monday Media. Han er i dag formand for Fonden de københavnske Filmfestivaler (CPH:DOX, CPH PIX, DOXBIO og Buster) samt Fonden Biografklubben Danmark. 
Stephensen blev uddannet journalist i Fagbevægelsens Presse og Det Berlingske Officin 1970-1974 og fortsatte som nyuddannet til Ekstra Bladet. Fra 1976-1987 var han programmedarbejder ved Danmarks Radio. Sammen med kollegaen Jørgen Flindt Pedersen producerede han en række dokumentarprogrammer, hvilket i 1979 indbragte dem Kryger-prisen og Cavlingprisen. Blandt emnerne var statens aftale med A.P. Møller om udvindelsen af olie i Nordsøen. I 1987 skiftede makkerparret arbejdsplads til det LO-ejede Dagbladet Aktuelt, som de relancerede som Det Fri Aktuelt med flere kendte journalister tilknyttet. Den store kassesucces udeblev imidlertid, og Stephensen vendte tilbage til tv som direktør for Nordisk Film TV. Sammen med medarbejderne Jørgen Koldbæk, Michael Meyerheim, Jarl Friis-Mikkelsen og broderen Ole Stephensen dannede han i 1996 Skandinavisk Film Kompagni, der hurtigt fik flere store kontrakter med TV 2 og Danmarks Radio.
Han er gift med tidligere tv-vært Nina Klinker Stephensen og er far til seks børn, hvoraf to er fra det nuværende ægteskab.

## Filmografi
- Midt om natten (1984)
- Walter og Carlo - yes, det er far (1986)